# سامسون جودوين
سامسون جودوين (بالإنجليزية: Samson Godwin)‏ (بالأوكرانية: Самсон Ґодвін)‏ (11 نوفمبر 1983 بواري في نيجيريا - ) هو لاعب كرة قدم نيجيري في مركز الوسط. شارك مع منتخب نيجيريا لكرة القدم. أما مع النوادي، فقد لعب مع بييلسكو بياوا ونادي إفياني أوباه ونادي سلافيا-موزير ونادي شاختار قراغندي ونادي كارباتي لفيف ونادي مينسك ونادي فولين لوتسك وGKS Katowice ‏.

## وصلات خارجية
- سامسون جودوين على موقع اتحاد أوكرانيا (الإنجليزية)
- سامسون جودوين على موقع قاعدة بيانات كرة القدم.إي يو (الإنجليزية)
- سامسون جودوين على موقع ناشيونال فوتبول تيمز (الإنجليزية)
- سامسون جودوين على موقع Soccerway.com (الإنجليزية)
- سامسون جودوين على موقع عالم كرة القدم.نت (الإنجليزية)